# Kirche von Pielpajärvi

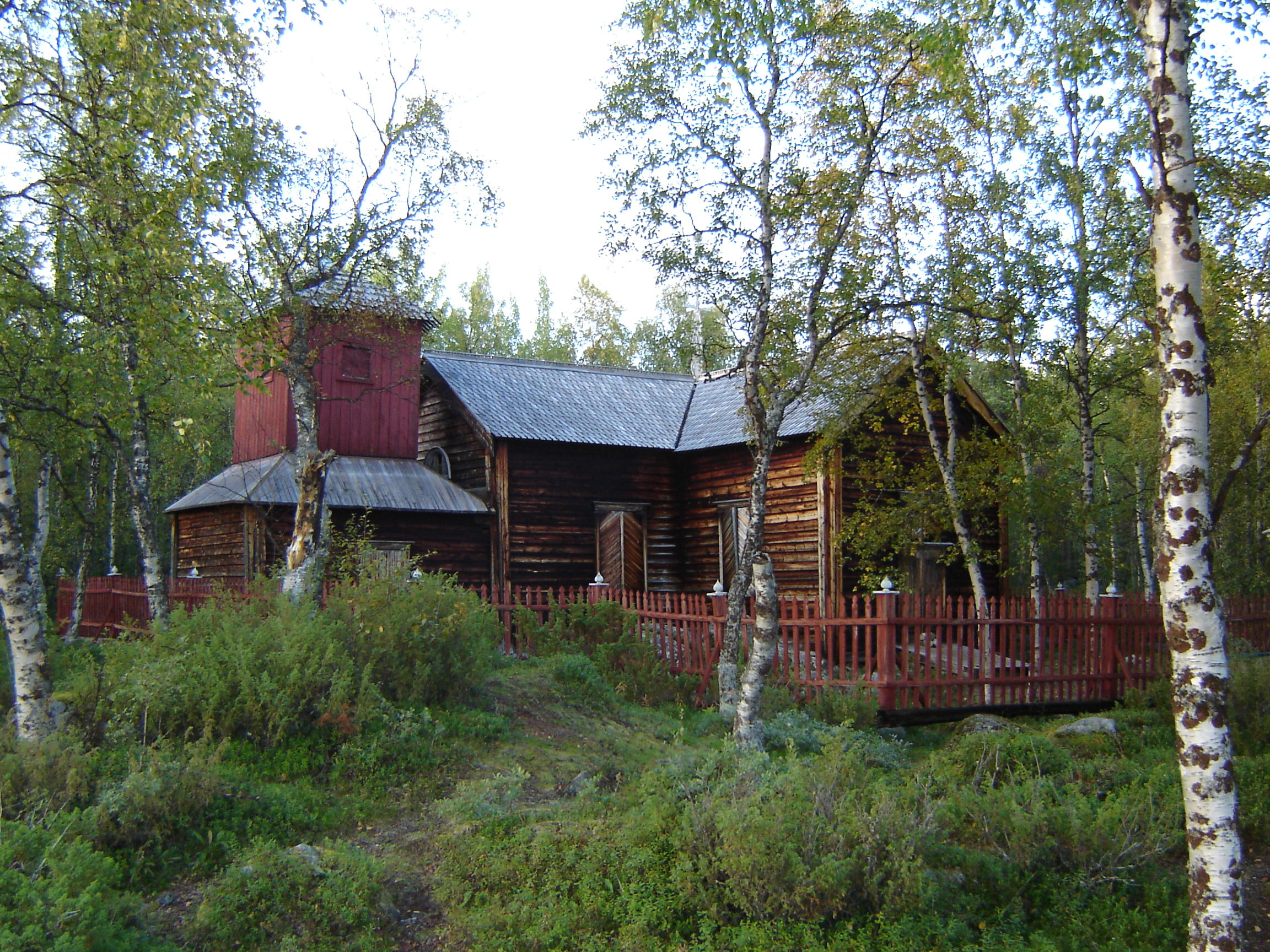
Die Kirche von Pielpajärvi

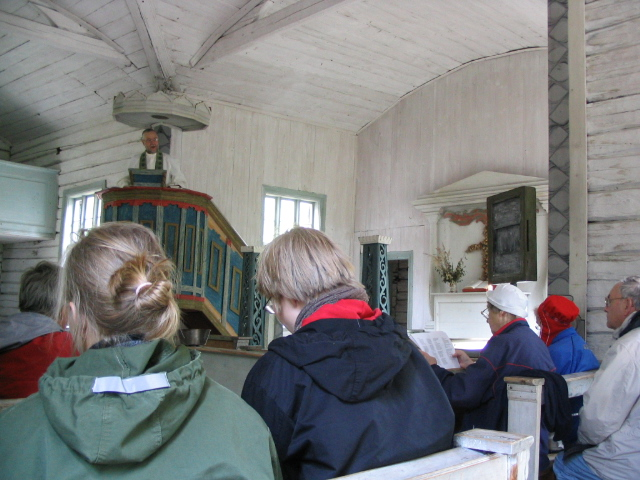
Mittsommergottesdienst in der Kirche von Pielpajärvi

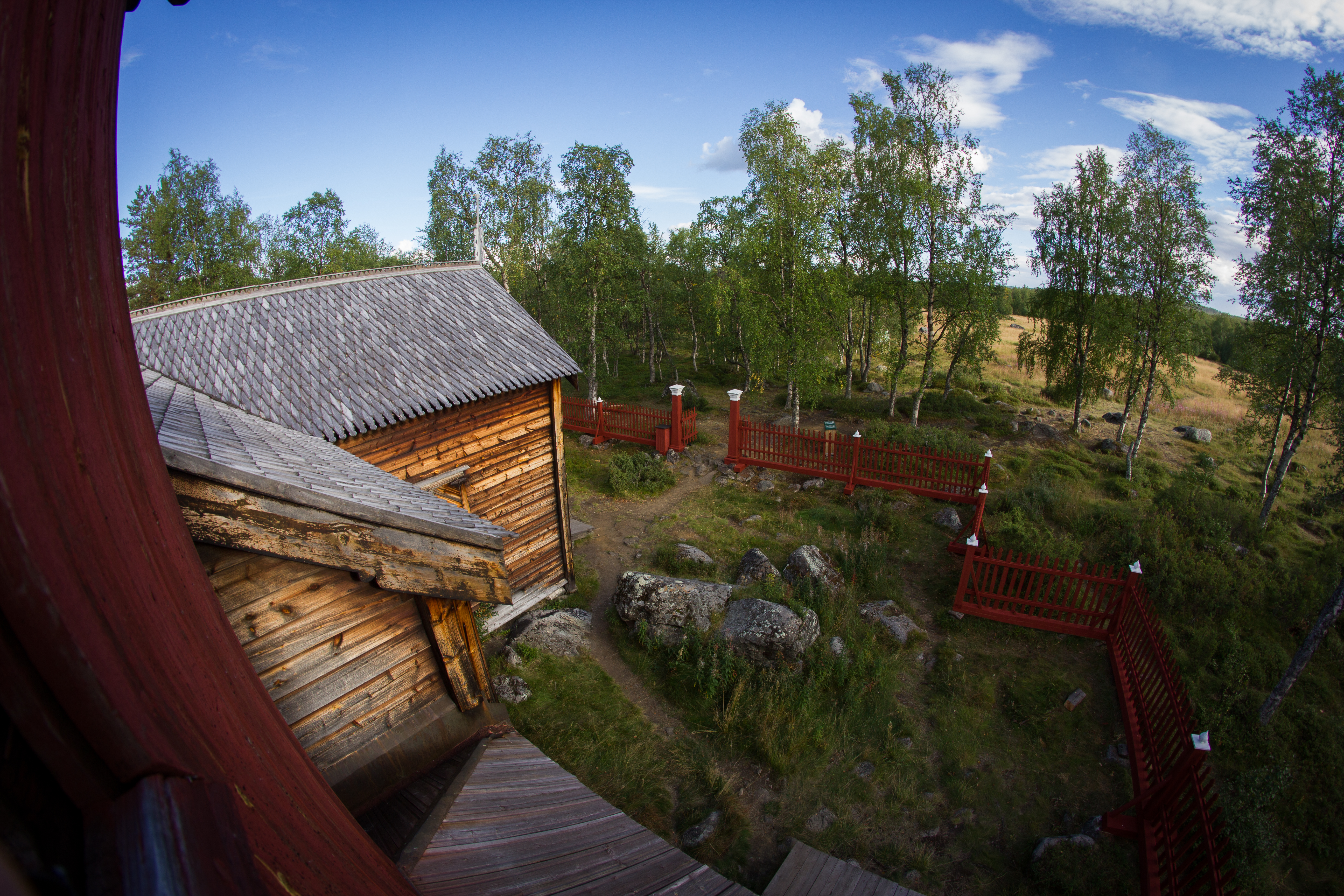
Blick aus dem Glockenturm der Wildniskirche

Die Kirche von Pielpajärvi ist eine Holzkirche in der Gemeinde Inari in Finnisch-Lappland. Die 1752–1760 erbaute Kirche gehört zu den ältesten Gebäuden Nordlapplands. Sie liegt rund 10 Kilometer nördlich des Ortes Inari am Ufer des Sees Iso Pielpajärvi inmitten von unbewohnter Wildnis, weshalb sie oft als „Einödkirche“ (erämaakirkko) bezeichnet wird. Die Kirche kann nur über einen 4,5 Kilometer langen Fußweg erreicht werden. Der Weg führt durch Wälder und vorbei an kleinen Seen. 

## Geschichte
Nach der Christianisierung der samischen Bevölkerung Inaris entstand 1647 eine erste kleine (6,8 × 5,5 m) Kirche im Winterdorf am Ufer des Pielpajärvi, in welchem die halbnomadischen Samen während der kalten Jahreszeit zusammenkamen, um Handel zu treiben und ihre religiösen und gerichtlichen Angelegenheiten zu regeln. Die schwedische Königin Christina ließ die Kirche nach sich benennen und stiftete die Glocke sowie das Festgewand des Pfarrers. Nachdem die Instandhaltung der alten Kirche lange Jahre vernachlässigt worden und sie baufällig geworden war, wurde an ihrer Stelle 1752–1760 die heutige Kirche errichtet. 1760–1766 wurde der Glockenstapel angebaut. Um die Kirche herum befanden sich ursprünglich 30 bis 40 Kirchenstuben, in denen die weit angereisten Kirchenbesucher untergebracht wurden, ein Pfarrhaus sowie einige weitere Gebäude, die allesamt nicht erhalten geblieben sind. Einen Friedhof gab es hingegen nicht, weil die Samen die Verstorbenen traditionell auf Inseln im Inarisee bestatteten. Um 1846 wurde die Kirche von Pielpajärvi renoviert und erhielt ihre heutige Form.
Mit der Sesshaftwerdung der Samen Inaris wurde das Winterdorf am Pielpajärvi aufgegeben. Nachdem im Dorf Inari sesshafte Besiedlung entstanden war, wurde dort eine neue Kirche errichtet und die Kirche von Pielpajärvi 1888 aufgegeben. Nachdem die Kirche von Inari 1940 während des Winterkrieges bei einem sowjetischen Bombenangriff zerstört worden war, nahm man die Kirche von Pielpajärvi bis zur Fertigstellung der neuen Kirche von Inari im Jahr 1951 wieder in Gebrauch. Heute finden in der Kirche von Pielpajärvi alljährlich zum Mittsommerfest sowie am Karsamstag Gottesdienste statt, daneben werden in der Kirche Trauungen durchgeführt.

## Baubeschreibung
Die Kirche von Pielpajärvi ist ein recht schlichter Holzbau mit einem Grundriss in Form eines fast gleicharmigen Griechischen Kreuzes. Die Länge der Kirche beträgt in Ost-West-Richtung 11,75 Meter und in Nord-Süd-Richtung 11,45 Meter. Als Fortsetzung des westlichen Kreuzarms ist ein Glockenstapel angebaut. Die Kirche ist in Blockbauweise errichtet und von außen horizontal mit geteerten Brettern verkleidet. Das Dach ist mit hölzernen Dachpfannen gedeckten, die Vierung wird von einer Wimpelstange bekrönt. Der Innenraum der Kirche bietet Platz für 150 Gottesdienstbesucher. Er ist weiß gestrichen und wird von einem gezimmerten Gewölbe abgeschlossen. Das Interieur stammt aus der Zeit des Umbaus Mitte des 19. Jahrhunderts.
Die Pforten der Kirche bleiben das gesamte Jahr unverschlossen. Im Innern liegt ein Gästebuch aus, in das Besucher ihre Anwesenheit vermerken können.